# Dendrochilum oreophilum
Dendrochilum oreophilum är en orkidéart som först beskrevs av Oakes Ames, och fick sitt nu gällande namn av Louis Otho Otto Williams. Dendrochilum oreophilum ingår i släktet Dendrochilum och familjen orkidéer. Inga underarter finns listade i Catalogue of Life.